# 포르텔로역
포르텔로역 (Portello)은 밀라노 지하철 5호선의 역이다.

## 역사
포르텔로 역은 5호선의 두번째 구간인 가리발디 FS-산 시로 스타디오 구간에 포함되어 2011년 7월부터 공사에 들어갔다. 두번째 구간이 개통된 지 한달 후인 2015년 6월 6일에 문을 열었다.

## 역 구조
포르텔로 역은 5호선의 다른 모든 역과 마찬가지로 1면 2선 구조로 되어 있으며 휠체어로 접근이 가능하고, 승강장에 스크린도어가 설치되어 있다. 또한 밀라노 지하철의 도심 구간 내에 있는 역이기도 하다.
포르텔로 역 부근에는 피에라 밀라노의 본부인 피에라밀라노시티가 있으며 MiCo 컨벤션센터, 시티라이프 프로젝트 부지도 근처에 위치해 있다.

## 환승
- 버스 정류장 (47, 78번)

## 시설
- 장애인 접근시설
- 엘리베이터
- 에스컬레이터
- 역내 감시카메라